# Côtes-d’Armor
Côtes-d’Armor (IPA: [ˌkotdaʁˈmɔʁ]; Breton nyelven: Aodoù-an-Arvor) francia megye (département) Bretagne régióban. Székhelye (prefektúrája) Saint-Brieuc.

## Történelem
A francia forradalom 1790. március 4-ei törvénye alapján jött létre a megye mai területe.

## Közigazgatás
- Côtes-d’Armor megye önkormányzatai
- Côtes-d’Armor megye kantonjai
- Côtes-d’Armor megye településtársulásai